# Kalugyerec
Kalugyerec (macedónul: Калуѓерец) település Észak-Macedóniában, a Délnyugati körzet Makedonszki Brod-i járásában.

## Népesség
| Lakosok száma | 175  | 181  | 162  | 150  | 136  | 73   | 47   | 15   |
|               | 1948 | 1953 | 1961 | 1971 | 1981 | 1991 | 2002 | 2021 |

2002-ben 47 lakosa volt, akik közül 46 macedón és 1 egyéb.